# Paul Maritz

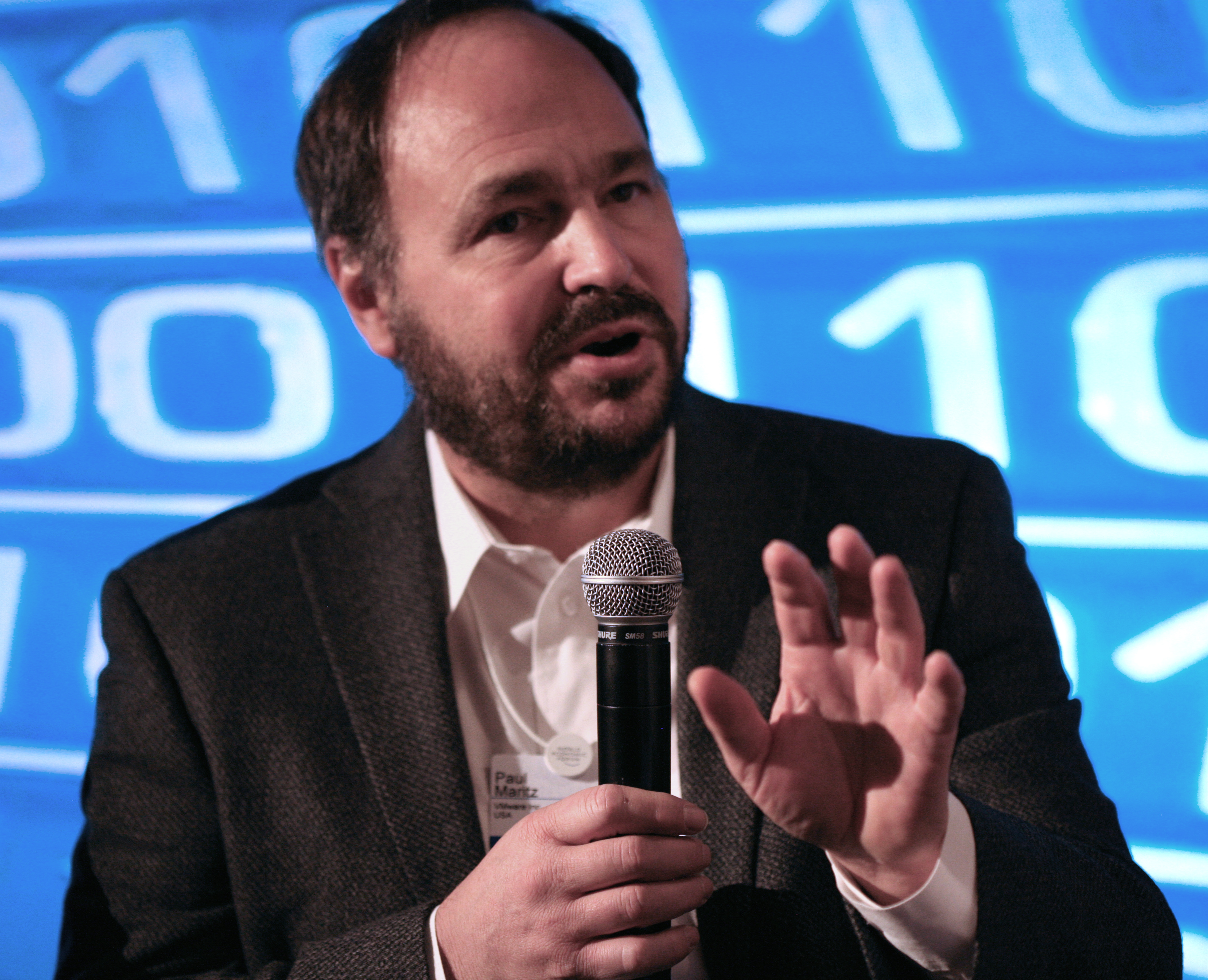
Paul Maritz im Jahr 2009

Paul Maritz (* 1955 in Südrhodesien) ist ein Softwareentwickler und Manager, der vor allem für seine leitende Position bei Microsoft bekannt wurde.

## Leben
Maritz wurde im Jahr 1955 in der britischen Kronkolonie Südrhodesien geboren. Seine Familie floh in seiner Kindheit mit ihm nach Südafrika, wo er seine Schulbildung abschloss und anschließend an den Universitäten Natal und Kapstadt studierte.
Anschließend arbeitete er zunächst für den Bürogerätehersteller Burroughs Corporation, bevor er als wissenschaftlicher Arbeiter an der University of St Andrews in Schottland angestellt war. Im Jahr 1981 nahm er eine Anstellung als Softwareentwickler bei Intel auf und zog dafür ins Silicon Valley.
Im Jahr 1986 warb ihn Microsoft erfolgreich ab. Er galt als "dritter Mann" nach Bill Gates und Steve Ballmer bei Microsoft. Er war im Wesentlichen für die gesamte Desktop- und Server-Software von Microsoft verantwortlich, einschließlich der Entwicklung von Windows 95, Windows NT und des Internet Explorer. Im September 2000, kurz nach der Veröffentlichung von Windows Me, trat er von seinem Posten bei Microsoft zurück.
Vom 8. Juli 2008 bis zum 1. September 2012 war Paul Maritz CEO des Softwareunternehmens VMware.
Im April 2013 wurde er zum CEO von GoPivotal, Inc. (Pivotal) ernannt, einem von General Electric (GE), EMC und VMware finanzierten Unternehmen, das er bis August 2015 leitete.